# ノーラ・レコード
ノーラ・レコード (Nola Records)は、米国ルイジアナ州ニューオーリンズにかつて存在した独立系レコード・レーベル。

## 概要
1963年夏、作曲家/バンドリーダーのワーデル・カゼアが音楽プロデューサーのクリント・スコット、ユーリス・ゲインズと共同で設立した。「ノーラ(Nola)」とは、ルイジアナ州ニューオーリンズを意味するNew Orleans, LAの略称で、同市を指す用語として広く使われているものである。ボナテンプ(Bonatemp)・レコード、ホットライン(Hot Line)・レコードが同レーベルのサブ・レーベルとして存在した。
ノーラは、カゼアのプロデュースの下、レコーディングとレコードのリリースを行った。最初に注目を集めた作品はセッション・ドラマーのジョー・”スモーキー”・ジョンソンの「It Ain’t My Fault」で、この曲は1964年にヴィージェイ・レコードにリースされ、全米に配給されている。
レーベル最大のヒットは1966年リリースのロバート・パーカーの「Barefootin'」で、Billboard Hot 100で7位、R&Bチャートでは2位を記録している。その他、ノーラ・レコードでは、カーリー・ムーア(「Soul Train」)、ウィリー・ティー(「Teasin’ You」)、アール・キング(傘下のホットライン・レコード)、エディー・ボーなどの作品をリリースしている。